# Свети Атанасий (Галище)
Вижте пояснителната страница за други значения на Свети Атанасий.
„Свети Атанасий“ (на македонска литературна норма: „Свети Атанасиј“) е православна църква край тиквешкото село Галище, централната част на Северна Македония. Част е от Повардарската епархия на Македонската православна църква.
Църквата се намира югозападно от селото, което на практика е запуснато. За изграждането и изписването ѝ няма никакви данни. Църквата има две строителни фази. Старата църква на изток е с малки размери, еднокорабна и градена от ломен камък, без декорации по фасадите. Предполага се, че е построена към края на XVII век. Изградена е върху остатъци от по-стара църква, съдейки по живописните фрагменти, взидани заедно с градежния материал. В 1934 година е дограден нов дял с цел да се разшири и продължи старата църква, при което е разрушена западната стена на старата църква, а старата живопис е прерисувана. От старите фрески са запазени образите от композицията Големият вход, Богородица Ширшая небес, Видение на Петър Александрийски и архидяконите Свети Роман и Свети Стефан. На базата на тези запазени стенописи се заключава, че авторът им е от групата по-слаби зографи от края на XVII век. Рисунъкът и колоритът на стенописите са слаби, като отсъстват прецизност и нюанс.